# Alexander Zverev (1997)
Alexander (Sascha) Zverev (Hamburg, 20 april 1997) is een professioneel tennisspeler uit Duitsland. Hij debuteerde als professional in 2013. In juni 2022 bereikte Zverev voor het eerst de tweede plaats op de ATP-wereldranglijst, zijn hoogste plaatsing tot nu toe. Tussen oktober 2013 en juni 2014 was hij nummer één bij de junioren. Zijn oudere broer Mischa Zverev is eveneens professioneel tennisser.

## Loopbaan
Op 25 september 2016 won Zverev zijn eerste ATP-toernooi in Sint-Petersburg door in de finale de toenmalig nummer 3 van de wereld en drievoudig grandslamwinnaar Stan Wawrinka te verslaan.
Het jaar 2017 geldt met vijf toernooizeges als het jaar van zijn doorbraak. Hij won onder andere het ATP-toernooi van Rome, door in de eindstrijd Novak Đoković te verslaan. Later in het jaar won hij ook het ATP-toernooi van Montreal, waarin hij in de finale Roger Federer de baas was. Zijn derde grote prijs won hij in 2018 toen hij de titel op het ATP-toernooi van Madrid in de wacht sleepte – in de finale was hij te sterk voor Dominic Thiem. Aan het einde van het seizoen 2018 werd de eindwinst op de ATP Finals ten koste van Đoković de kers op de taart.
Op het US Open 2020 bereikte Zverev voor de eerste maal de finale van een grandslamtoernooi, maar ondanks een 2-0 voorsprong in sets verloor hij de finale van de Oostenrijker en generatiegenoot Dominic Thiem.
In 2021 behaalde bij de gouden medaille op de Olympische Spelen 2020.

## Familie
Alexander is de bijna tien jaar jongere broer van Mischa Zverev, die ook tennis speelt op het professioneel circuit. Hun vader, Alexander Zverev, is een voormalig tennisser uit Rusland die uitkwam voor de Sovjet-Unie. Ook hun moeder speelde professioneel tennis. In 1991 emigreerde het echtpaar, met zoon Mischa, naar Duitsland, waar Alexander geboren werd.

## Palmares
| Legenda                       | Legenda               |
| ----------------------------- | --------------------- |
| Grand Slam                    |                       |
| Olympische Spelen             |                       |
| tot 2009                      | vanaf 2009            |
| Tennis Masters Cup            | ATP Finals            |
| ATP Masters Series            | ATP Tour Masters 1000 |
| ATP International Series Gold | ATP Tour 500          |
| ATP International Series      | ATP Tour 250          |

### Enkelspel
| Nr.                          | Datum             | Toernooi            | Ondergrond    | Tegenstander in finale | Score                      |         |
| ---------------------------- | ----------------- | ------------------- | ------------- | ---------------------- | -------------------------- | ------- |
| gewonnen finales             |                   |                     |               |                        |                            |         |
| 1.                           | 25 september 2016 | ATP Sint-Petersburg | Hardcourt (i) | Stanislas Wawrinka     | 6-2, 3-6, 7-5              | details |
| 2.                           | 12 februari 2017  | ATP Montpellier     | Hardcourt (i) | Richard Gasquet        | 7-6(4), 6-3                | details |
| 3.                           | 7 mei 2017        | ATP München (1)     | Gravel        | Guido Pella            | 6-4, 6-3                   | details |
| 4.                           | 21 mei 2017       | ATP Rome (1)        | Gravel        | Novak Đoković          | 6-4, 6-3                   | details |
| 5.                           | 6 augustus 2017   | ATP Washington (1)  | Hardcourt     | Kevin Anderson         | 6-4, 6-4                   | details |
| 6.                           | 13 augustus 2017  | ATP Montreal        | Hardcourt     | Roger Federer          | 6-3, 6-4                   | details |
| 7.                           | 6 mei 2018        | ATP München (2)     | Gravel        | Philipp Kohlschreiber  | 6-3, 6-3                   | details |
| 8.                           | 13 mei 2018       | ATP Madrid (1)      | Gravel        | Dominic Thiem          | 6-4, 6-4                   | details |
| 9.                           | 5 augustus 2018   | ATP Washington (2)  | Hardcourt     | Alex de Minaur         | 6-2, 6-4                   | details |
| 10.                          | 18 november 2018  | ATP Finals (1)      | Hardcourt (i) | Novak Đoković          | 6-4, 6-3                   | details |
| 11.                          | 25 mei 2019       | ATP Genève          | Gravel        | Nicolás Jarry          | 6-3, 3-6, 7-6(8)           | details |
| 12.                          | 18 oktober 2020   | ATP Keulen 1        | Hardcourt (i) | Félix Auger-Aliassime  | 6-3, 6-3                   | details |
| 13.                          | 25 oktober 2020   | ATP Keulen 2        | Hardcourt (i) | Diego Schwartzman      | 6-2, 6-1                   | details |
| 14.                          | 22 maart 2021     | ATP Acapulco        | Hardcourt     | Stéfanos Tsitsipás     | 6-4, 7-6(3)                | details |
| 15.                          | 9 mei 2021        | ATP Madrid (2)      | Gravel        | Matteo Berrettini      | 6-7(8), 6-4, 6-3           | details |
| 16.                          | 1 augustus 2021   | Olympische Spelen   | Hardcourt     | Karen Chatsjanov       | 6-3, 6-1                   | details |
| 17.                          | 22 augustus 2021  | ATP Cincinnati      | Hardcourt     | Andrej Roebljov        | 6-2, 6-3                   | details |
| 18.                          | 31 oktober 2021   | ATP Wenen           | Hardcourt (i) | Frances Tiafoe         | 7-5, 6-4                   | details |
| 19.                          | 21 november 2021  | ATP Finals (2)      | Hardcourt (i) | Daniil Medvedev        | 6-4, 6-4                   | details |
| 20.                          | 30 juli 2023      | ATP Hamburg         | Gravel        | Laslo Djere            | 7-5, 6-3                   | details |
| 21.                          | 25 september 2023 | ATP Chengdu         | Hardcourt     | Roman Safioellin       | 6–7(2), 7–6(5), 6–3        | details |
| 22.                          | 19 mei 2024       | ATP Rome (2)        | Gravel        | Nicolás Jarry          | 6-4, 7-5                   | details |
| 23.                          | 3 november 2024   | ATP Parijs          | Hardcourt (i) | Ugo Humbert            | 6-2, 6-2                   | details |
| 24.                          | 20 april 2025     | ATP München (3)     | Gravel        | Ben Shelton            | 6-2, 6-4                   | details |
| verloren finales             |                   |                     |               |                        |                            |         |
| 1.                           | 22 mei 2016       | ATP Nice            | Gravel        | Dominic Thiem          | 4-6, 6-3, 0-6              | details |
| 2.                           | 19 juni 2016      | ATP Halle           | Gras          | Florian Mayer          | 2-6, 7-5, 3-6              | details |
| 3.                           | 25 juni 2017      | ATP Halle           | Gras          | Roger Federer          | 1-6, 3-6                   | details |
| 4.                           | 1 april 2018      | ATP Miami           | Hardcourt     | John Isner             | 7-6(4), 4-6, 4-6           | details |
| 5.                           | 20 mei 2018       | ATP Rome            | Gravel        | Rafael Nadal           | 1-6, 6-1, 3-6              | details |
| 6.                           | 2 maart 2019      | ATP Acapulco        | Hardcourt     | Nick Kyrgios           | 3-6, 4-6                   | details |
| 7.                           | 13 oktober 2019   | ATP Shanghai        | Hardcourt     | Daniil Medvedev        | 4-6, 1-6                   | details |
| 8.                           | 13 september 2020 | US Open             | Hardcourt     | Dominic Thiem          | 6-2, 6-4, 4-6, 3-6, 6-7(6) | details |
| 9.                           | 8 november 2020   | ATP Parijs          | Hardcourt (i) | Daniil Medvedev        | 7-5, 4-6, 1-6              | details |
| 10.                          | 6 februari 2022   | ATP Montpellier     | Hardcourt (i) | Aleksandr Boeblik      | 4-6, 3-6                   | details |
| 11.                          | 8 mei 2022        | ATP Madrid          | Gravel        | Carlos Alcaraz         | 3-6, 1-6                   | details |
| 12.                          | 9 juni 2024       | Roland Garros       | Gravel        | Carlos Alcaraz         | 3-6, 6-2, 7-5, 1-6, 2-6    | details |
| 13.                          | 21 juli 2024      | ATP Hamburg         | Gravel        | Arthur Fils            | 3-6, 6-3, 6-7(1)           | details |
| 14.                          | 26 januari 2025   | Australian Open     | Hardcourt     | Jannik Sinner          | 3-6, 6-7(4), 3-6           | details |
| gewonnen finales challengers |                   |                     |               |                        |                            |         |
| 1.                           | 6 juli 2014       | Braunschweig        | Gravel        | Paul-Henri Mathieu     | 1-6, 6-1, 6-4              |         |
| 2.                           | 17 mei 2015       | Heilbronn           | Gravel (i)    | Guido Pella            | 6-1, 7-6(4)                |         |

### Dubbelspel
| Nr.                           | Datum            | Toernooi        | Ondergrond    | Partner       | Tegenstanders in finale      | Score               |         |
| ----------------------------- | ---------------- | --------------- | ------------- | ------------- | ---------------------------- | ------------------- | ------- |
| gewonnen finales mannendubbel |                  |                 |               |               |                              |                     |         |
| 1.                            | 12 februari 2017 | ATP Montpellier | Hardcourt (i) | Mischa Zverev | Fabrice Martin Daniel Nestor | 6-4, 6-7(3), [10-7] | details |
| 2.                            | 2 maart 2019     | ATP Acapulco    | Hardcourt     | Mischa Zverev | Austin Krajicek Artem Sitak  | 2-6, 7-6(4), [10-5] | details |
| verloren finales mannendubbel |                  |                 |               |               |                              |                     |         |
| 1.                            | 3 mei 2015       | ATP München     | Gravel        | Mischa Zverev | Alexander Peya Bruno Soares  | 6-4, 1-6, [5-10]    | details |
| 2.                            | 7 februari 2016  | ATP Montpellier | Hardcourt (i) | Mischa Zverev | Mate Pavić Michael Venus     | 5-7, 6-7(4)         | details |
| 3.                            | 25 juni 2017     | ATP Halle       | Gras          | Mischa Zverev | Łukasz Kubot Marcelo Melo    | 7-5, 3-6, [8-10]    | details |
| 4.                            | 24 juni 2018     | ATP Halle       | Gras          | Mischa Zverev | Łukasz Kubot Marcelo Melo    | 6-7(1), 4-6         | details |
| 5.                            | 28 oktober 2018  | ATP Bazel       | Hardcourt (i) | Mischa Zverev | Dominic Inglot Franko Škugor | 2-6, 5-7            | details |
| 6.                            | 14 april 2024    | ATP Monte Carlo | Gravel        | Marcelo Melo  | Sander Gillé Joran Vliegen   | 7–5, 3–6, [5-10]    | details |

### Landencompetities
| Nr.              | Datum                | Toernooi   | Ondergrond    | Partner                                                                          | Tegenstanders in finale                                                                        | Score                  |         |
| ---------------- | -------------------- | ---------- | ------------- | -------------------------------------------------------------------------------- | ---------------------------------------------------------------------------------------------- | ---------------------- | ------- |
| gewonnen finales |                      |            |               |                                                                                  |                                                                                                |                        |         |
| 1.               | 22-24 september 2017 | Laver Cup  | Hardcourt (i) | Rafael Nadal Roger Federer Marin Čilić Dominic Thiem Tomáš Berdych               | Sam Querrey John Isner Nick Kyrgios Jack Sock Denis Shapovalov Frances Tiafoe                  | 15-9 (12 wedstrijden)  | details |
| 2.               | 21-23 september 2018 | Laver Cup  | Hardcourt (i) | Roger Federer Novak Đoković Grigor Dimitrov David Goffin Kyle Edmund             | Kevin Anderson John Isner Nick Kyrgios Jack Sock Diego Schwartzman Frances Tiafoe              | 13-8 (11 wedstrijden)  | details |
| 3.               | 20-22 september 2019 | Laver Cup  | Hardcourt (i) | Rafael Nadal Roger Federer Dominic Thiem Stéfanos Tsitsipás Fabio Fognini        | Milos Raonic John Isner Nick Kyrgios Jack Sock Denis Shapovalov Taylor Fritz                   | 13-11 (12 wedstrijden) | details |
| 4.               | 20-22 september 2021 | Laver Cup  | Hardcourt (i) | Daniil Medvedev Stéfanos Tsitsipás Andrej Roebljov Matteo Berrettini Casper Ruud | Félix Auger-Aliassime Denis Shapovalov Diego Schwartzman Reilly Opelka John Isner Nick Kyrgios | 14-1 (9 wedstrijden)   | details |
| verloren finales |                      |            |               |                                                                                  |                                                                                                |                        |         |
| 1.               | 5 januari 2019       | Hopman Cup | Hardcourt (i) | Angelique Kerber                                                                 | Belinda Bencic Roger Federer                                                                   | 1-2 (3 wedstrijden)    | details |

## Resultaten grote toernooien
| Legenda | Legenda                          |
| ------- | -------------------------------- |
| g.t.    | geen toernooi gehouden           |
| l.c.    | lagere categorie                 |
| –       | niet deelgenomen                 |
| G       | uitgeschakeld in de groepsfase   |
| 1R      | uitgeschakeld in de eerste ronde |
| 2R      | uitgeschakeld in de tweede ronde |
| 3R      | uitgeschakeld in de derde ronde  |
| 4R      | uitgeschakeld in de vierde ronde |
| KF      | uitgeschakeld in de kwartfinale  |
| HF      | uitgeschakeld in de halve finale |
| F       | de finale verloren               |
| W       | het toernooi gewonnen            |
| w-v     | winst/verlies-balans             |

### Enkelspel
| grandslamtoernooien |      |    |      |      |      |      |      |      |      |    |      |
| Australian Open     | –    | 1R | 3R   | 3R   | 4R   | HF   | KF   | 4R   | 2R   | HF | F    |
| Roland Garros       | –    | 3R | 1R   | KF   | KF   | 4R   | HF   | HF   | HF   | F  | KF   |
| Wimbledon           | 2R   | 3R | 4R   | 3R   | 1R   | g.t. | 4R   | –    | 3R   | 4R | 1R   |
| US Open             | 1R   | 2R | 2R   | 3R   | 4R   | F    | HF   | –    | KF   | KF |      |
| ATP Finals          |      |    |      |      |      |      |      |      |      |    |      |
| ATP Finals          | –    | –  | G    | W    | HF   | G    | W    | –    | G    | HF |      |
| ATP Masters 1000    |      |    |      |      |      |      |      |      |      |    |      |
| Indian Wells        | –    | 4R | 3R   | 2R   | 3R   | g.t. | KF   | 2R   | 4R   | KF | 2R   |
| Miami               | 2R   | 2R | KF   | F    | 2R   | g.t. | 2R   | KF   | 2R   | HF | 4R   |
| Monte Carlo         | –    | 2R | 3R   | HF   | 3R   | g.t. | 3R   | HF   | 3R   | 3R | 2R   |
| Madrid              | –    | –  | KF   | W    | KF   | g.t. | W    | F    | 4R   | 4R | 4R   |
| Rome                | –    | 2R | W    | F    | 2R   | –    | KF   | HF   | 4R   | W  | KF   |
| Montreal/Toronto    | –    | 1R | W    | KF   | KF   | g.t. | –    | –    | 2R   | KF |      |
| Cincinnati          | 1R   | 1R | 2R   | 2R   | 2R   | 2R   | W    | –    | HF   | HF |      |
| Shanghai            | –    | 3R | 3R   | HF   | F    | g.t. | g.t. | g.t. | 2R   | 4R |      |
| Parijs              | –    | –  | 2R   | KF   | 3R   | F    | HF   | –    | 3R   | W  |      |
| olympisch           |      |    |      |      |      |      |      |      |      |    |      |
| Olympische Spelen   | g.t. | –  | g.t. | g.t. | g.t. | g.t. | W    | g.t. | g.t. | KF | g.t. |
| statistieken        |      |    |      |      |      |      |      |      |      |    |      |
| titels per jaar     | 0    | 1  | 5    | 4    | 1    | 2    | 6    | 0    | 2    | 2  | 0    |
| eindejaarsranking   | 83   | 24 | 4    | 4    | 7    | 7    | 3    | 12   | 7    | 2  |      |

### Dubbelspel
| toernooi            | 2016 | 2017 | 2018 | 2019 | 2020 | 2021 | 2022 | 2023 | 2024 | 2025 |
| ------------------- | ---- | ---- | ---- | ---- | ---- | ---- | ---- | ---- | ---- | ---- |
| grandslamtoernooien |      |      |      |      |      |      |      |      |      |      |
| Australian Open     | –    | –    | –    | –    | –    | –    | –    | –    | –    | –    |
| Roland Garros       | 1R   | –    | –    | –    | –    | –    | –    | –    | –    | –    |
| Wimbledon           | –    | –    | –    | –    | g.t. | –    | –    | –    | –    | –    |
| US Open             | –    | –    | –    | –    | –    | –    | –    | –    | –    |      |
| ATP Masters 1000    |      |      |      |      |      |      |      |      |      |      |
| Indian Wells        | –    | 2R   | 1R   | 1R   | g.t. | 2R   | HF   | 1R   | 2R   | 1R   |
| Miami               | –    | 2R   | 2R   | 1R   | g.t. | 2R   | –    | –    | –    | –    |
| Monte Carlo         | –    | 2R   | 2R   | 2R   | g.t. | –    | KF   | 1R   | F    | 1R   |
| Madrid              | –    | –    | 1R   | 1R   | g.t. | HF   | 1R   | 2R   | –    | –    |
| Rome                | 2R   | 2R   | 1R   | 1R   | –    | –    | –    | 1R   | 2R   | –    |
| Montreal/Toronto    | 2R   | –    | –    | KF   | g.t. | –    | –    | –    | –    |      |
| Cincinnati          | –    | 1R   | –    | –    | 1R   | –    | –    | KF   | 2R   |      |
| Shanghai            | 1R   | –    | –    | –    | g.t. | g.t. | g.t. | –    | –    |      |
| Parijs              | –    | –    | –    | –    | 1R   | –    | –    | 1R   | 2R   |      |
| olympisch           |      |      |      |      |      |      |      |      |      |      |
| Olympische Spelen   | –    | g.t. | g.t. | g.t. | g.t. | KF   | g.t. | g.t. | –    | g.t. |
| statistieken        |      |      |      |      |      |      |      |      |      |      |
| titels per jaar     | 0    | 1    | 0    | 1    | 0    | 0    | 0    | 0    | 0    | 0    |
| eindejaarsranking   | 161  | 103  | 109  | 99   | 174  | 127  | 140  | 195  | 90   |      |